# Quatrevingt-treize (téléfilm)
Pour les articles homonymes, voir Quatre-vingt-treize.
Quatrevingt-treize est un téléfilm français réalisé par Alain Boudet diffusé en 1962 d'après le roman éponyme de Victor Hugo.

## Fiche technique
- Réalisation : Alain Boudet
- Scénario : Claude Santelli, adaptation du roman de Victor Hugo
- Musique de Jean Wiéner dirigée par André Girard
- Date de diffusion : 29 décembre 1962

## Distribution
- Michel Etcheverry : le marquis de Lantenac
- Jean Mercure : Cimourdain
- Pierre Michaël : Gauvain
- Loleh Bellon : La Flécharde
- Jacques Dynam : l'aubergiste
- Yves Arcanel : Radoub
- Julien Guiomar : L’Imânus
- Jean Saudray : les deux Halmalo
- Jean Topart : Boisberthelot
- Jean-Marie Fertey : La Vieuville
- Roger Blin : Tellmarc’h
- Jean Lanier : Grand Francoeur
- Jacky Calatayud : Jean René
- Jean-François Maurin : Alain
- Corinne Armand : Georgette